# Jahrbuch für psychoanalytische und psychopathologische Forschungen
Jahrbuch für psychoanalytische und psychopathologische Forschungen (en castellano Anuario de investigaciones psicoanalíticas y psicopatológicas), o Jahrbuch, fue la primera revista oficial del movimiento psicoanalítico.

## Trayectoria
Surgió en 1909 por iniciativa de Sigmund Freud y Eugen Bleuler, siendo ambos sus editores oficiales. Se confió su creación a Carl Gustav Jung, quien sería su redactor jefe por casi cinco años. Debido a las desavenencias existentes con Freud, Jung dimitirá de su cargo en octubre de 1914, finalizando su edición.